# 永比市镇
永比市镇（瑞典語：Ljungby kommun）是瑞典南部克鲁努贝里省的一个市镇。其治所位于永比。